# Handheld PC

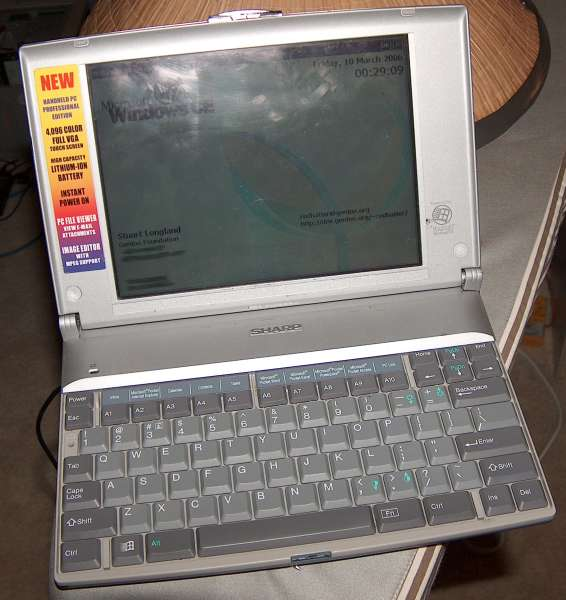
Sharp Mobilon PRO PV5000A, um dos muitos Handheld PCs produzidos.

Um Handheld PC, ou H/PC, designa um computador menor que qualquer portátil standard. Por vezes também designado de Palmtop. O primeiro dispositivo handheld compatível com o desktop IBM PC da época foi o Atari Portfolio, de 1989. Outro modelo anterior foi o Pocket PC de 1989 e o Hewlett Packard HP 95LX de 1991. Existiram igualmente computadores handheld com o sistema MS-DOS. Alguns Handheld PCs executam o sistema operativo Microsoft Windows CE.